# Васил Етрополски
Васил Михайлов Етрополски е български фехтовач. Има брат-близнак Христо, който също е фехтовач, както и по-голям брат Вили.
Занимава се с фехтовка в Националната школа по фехтовка от 1972 г. с треньор Николай Свечников. Преминава в школата на „Славия“, треньор му става Христо Христов (1987).
Става световен шампион по сабя на първенството във Виена през 1983 година. През същата година е избран за спортист на годината на България. Печели сребърни медали на световните първенства по сабя през 1985 и 1987 г.
Участва в олимпийските игри в Москва през 1980 г. (където се класира 4-ти индивидуално и 8-и отборно), както и в олимпиадата в Сеул през 1988 г. (13-и индивидуално и 8-и отборно).
Работи като треньор в чужбина – в клуб „Ню Йорк Атлетик“. Заедно с други български фехтовачи създава Фехтовална академия „Васил Етрополски“ през 2009 г.